# All Japan Road Race Championship
El All Japan Road Race Championship o Campeonato Japonés de Motocisclimo de Velocidad es el principal campeonato de motociclismo de velocidad de Japón. Es organizado por la Federación Japonesa de Motociclismo (MFJ) (日本モーターサイクルスポーツ協会).

## Historia
La Federación Japonesa de Motociclismo surgió en 1961 y organizó su primer campeonato en el año 1967.
La categoría reina del campeonato, 500cc, fue sustituida en el año 1994 por la categoría de Superbikes.
Durante la temporada 2002, las carreras del campeonato japonés fueron utilizadas por varias fábricas para probar sus prototipos de MotoGP. Estas motos ganaron varias carreras pero no recibían puntos
En el año 2011 el campeonato consta de siete carreras y cinco categorías diferentes.

## Categorías
Actualmente el campeonato se encuentra dividido en cinco categorías. Esta división se llevó a cabo en 2010:
- J-GP3
- J-GP2
- JSB1000
- JP Mono
- SC600

## Campeones
| Año  | 50 cm³                    | 90 cm³                     | 125 cm³                     | 250 cm³                      | over 250 cm³                  |
| ---- | ------------------------- | -------------------------- | --------------------------- | ---------------------------- | ----------------------------- |
| 1967 | Mitsuo Itoh               | Yasunori Shigeno           | Tsunehiro Masuda            | Keiji Yano                   | Takashi Matsunaga             |
| 1968 |                           | Yoshiaki Kamiya            | Tadao Baba                  | Masahiro Wada                | Takashi Matsunaga             |
| 1969 |                           | Yutaka Oda                 | Morio Sumiya                | Hideo Kanaya                 | Morio Sumiya                  |
| 1970 |                           | Eiji Kondoh                | Yutaka Oda                  | Toshio Ohwaki                | Hiroyuki Kawasaki             |
| 1971 |                           | Hideo Kanaya               | Izumi Sugimoto              | Toshio Ohwaki                | Hideo Kanaya                  |
| 1972 |                           |                            | Yutaka Oda                  |                              | Yutaka Oda                    |
| Año  | 125 cm³                   | 250 cm³                    | 350 cm³                     | 500 cm³                      | 750 cm³                       |
| 1973 | Shinji Sumiya             |                            |                             |                              | Ken Nemoto                    |
| 1974 | Tatsumi Aoki              |                            |                             |                              | Ikujiro Takaï                 |
| 1975 | Tadashi Ezaki             |                            |                             |                              | Tadao Asami                   |
| 1976 |                           | Yoshikazu Mouri            | Junzoh Satoh                |                              | Ikujiro Takaï                 |
| 1977 | Hiroyuki Iida             |                            | Osamu Suzuki                |                              | Yoshikazu Mouri               |
| 1978 | Koji Ueda                 | Koji Ueda                  | Iwao Ishikawa               |                              | Shin'ichi Ueno                |
| 1979 | Mitsuo Saitoh             |                            | Keiji Kinoshita             |                              | Masaru Mizutani               |
| 1980 | Noriaki Ichinose          |                            | Tadahiko Taira              |                              | Osamu Suzuki                  |
| 1981 | Noriaki Ichinose          |                            | Yasuaki Fujimoto            | Keiji Kinoshita              |                               |
| Año  | 125 cm³                   | 250 cm³                    | 500 cm³                     | TT-F1                        | TT-F3                         |
| 1982 | Noriaki Ichinose          | Teruo Fukuda               | Masaru Mizutani             |                              |                               |
| 1983 | Jiroh Kuriya (Honda)      | Mitsuo Saito (Yamaha)      | Tadahiko Taira (Yamaha)     |                              |                               |
| 1984 | Jiroh Kuriya (Honda)      | Masaru Kobayashi (Honda)   | Tadahiko Taira (Yamaha)     | Shunji Yatusushiro (Honda)   | Tadashi Ezaki (Yamaha)        |
| 1985 | Hisashi Unemoto (Honda)   | Masaru Kobayashi (Honda)   | Tadahiko Taira (Yamaha)     | Satoshi Tsujimoto (Suzuki)   | Yoichi Yamamoto (Honda)       |
| 1986 | Kenichi Yoshida (Honda)   | Shinji Katayama (Yamaha)   | Keiji Kinoshita (Honda)     | Satoshi Tsujimoto (Suzuki)   | Yoichi Yamamoto               |
| 1987 | Hisashi Unemoto (Honda)   | Masahiro Shimizu (Honda)   | Norihiko Fujiwara (Yamaha)  | Yukiya Ohshima (Suzuki)      | Masumitsu Taguchi             |
| 1988 | Masayuki Hirose (Honda)   | Toshihiko Honma (Yamaha)   | Norihiko Fujiwara (Yamaha)  | Shoji Miyazaki (Honda)       | Toshinobu Shiomori (Yamaha)   |
| 1989 | Fuyuki Yamazaki (Honda)   | Tadayuki Okada (Honda)     | Norihiko Fujiwara (Yamaha)  | Doug Polen (Suzuki)          | Doug Polen (Suzuki)           |
| 1990 | Kazuto Sakata (Honda)     | Tadayuki Okada (Honda)     | Shinichi Ito (Honda)        | Ken'ichiro Iwahashi (Honda)  | Ryuji Tsuruta (Kawasaki)      |
| 1991 | Masafumi Ono (Honda)      | Tadayuki Okada (Honda)     | Peter Goddard (Yamaha)      | Shoji Miyazaki (Honda)       | Katsuyoshi Takahashi (Yamaha) |
| 1992 | Akira Saito (Honda)       | Tetsuya Harada (Yamaha)    | Daryl Beattie (Honda)       | Shoichi Tsukamoto (Kawasaki) |                               |
| 1993 | Yoshiaki Katoh (Yamaha)   | Tohru Ukawa (Honda)        | Norick Abe (Honda)          | Keiichi Kitagawa (Kawasaki)  |                               |
| Año  | 125 cm³                   | 250 cm³                    | Superbike                   | S-NK                         | Superstock 600                |
| 1994 | Ken Miyasaka (Honda)      | Tohru Ukawa (Honda)        | Wataru Yoshikawa (Yamaha)   |                              |                               |
| 1995 | Youichi Ui (Yamaha)       | Noriyasu Numata (Suzuki)   | Takuma Aoki (Honda)         |                              |                               |
| 1996 | Masao Azuma (Honda)       | Noriyasu Numata (Suzuki)   | Takuma Aoki (Honda)         |                              |                               |
| 1997 | Takashi Akita (Yamaha)    | Daijiro Kato (Honda)       | Noriyuki Haga (Yamaha)      |                              |                               |
| 1998 | Hideyuki Nakajoh (Honda)  | Shinya Nakano (Yamaha)     | Shinichi Ito (Honda)        |                              |                               |
| 1999 | Hideyuki Nakajoh (Honda)  | Naoki Matsudo (Yamaha)     | Wataru Yoshikawa (Yamaha)   | Manabu Kamada (Suzuki)       |                               |
| 2000 | Tomoyoshi Koyama (Yamaha) | Shinichi Nakatomi (Honda)  | Hitoyasu Izutsu (Kawasaki)  | Ryuji Tsuruta (Kawasaki)     |                               |
| 2001 | Hideyuki Nakajoh (Honda)  | Taro Sekiguchi (Yamaha)    | Akira Ryo (Suzuki)          | Keiichi Kitagawa (Suzuki)    | Yuichi Takeda (Honda)         |
| Year | 125 cm³                   | 250 cm³                    | Superbike                   | JSB/S-NK                     | Superstock 600                |
| 2002 | Hideyuki Nakajoh (Honda)  | Tekkyu Kayoh (Yamaha)      | Atsushi Watanabe (Suzuki)   | Tatsuya Yamaguchi (Honda)    | Ryuichi Kiyonari (Honda)      |
| Año  | 125 cm³                   | 250 cm³                    | JSB1000                     |                              | Superstock 600                |
| 2003 | Shuhei Aoyama (Honda)     | Hiroshi Aoyama (Honda)     | Keiichi Kitagawa (Suzuki)   |                              | Yoshiteru Konishi (Honda)     |
| 2004 | Hideyuki Nakajoh (Honda)  | Yuki Takahashi (Honda)     | Hitoyasu Izutsu (Honda)     |                              | Takeshi Tsujimura (Honda)     |
| 2005 | Hiroyuki Kikuchi (Honda)  | Shuhei Aoyama (Honda)      | Shinichi Ito (Honda)        |                              | Takashi Yasuda (Honda)        |
| 2006 | Takaaki Nakagami (Honda)  | Ryuji Yokoe (Yamaha)       | Shinichi Ito (Honda)        | Tasuku Yamashita(Yamaha)     | Takashi Yasuda (Honda)        |
| 2007 | Hiroomi Iwata (Honda)     | Youichi Ui (Yamaha)        | Atsushi Watanabe (Suzuki)   | Takayoshi Mori (Honda)       | Yoshiteru Konishi (Honda)     |
| 2008 | Hiroyuki Kikuchi (Honda)  | Takumi Takahashi (Honda)   | Katsuyuki Nakasuga (Yamaha) | Yasutomo Nomura (Honda)      | Yoshiteru Konishi (Honda)     |
| 2009 | Hiroyuki Kikuchi (Honda)  | Youichi Ui (Yamaha)        | Katsuyuki Nakasuga (Yamaha) | Kazuki Hanafusa (Yamaha)     | Yusuke Teshima (Honda)        |
| Año  | J-GP3                     | J-GP2                      | JSB1000                     | JP Mono                      | SC600                         |
| 2010 | Hikari Ookubo (Honda)     | Yoshiteru Konishi (Honda)  | Kousuke Akiyoshi (Honda)    | Kenta Fujii (Honda)          | Tetsuta Yamaguchi (Honda)     |
| 2011 | Kenta Fujii (Honda)       | Takaaki Nakagami (Honda)   | Kousuke Akiyoshi(Honda)     | Tetsuta Nagashima(Honda)     | Tetsuta Yamaguchi(Honda)      |
| 2012 | Masaki Tokudome (Honda)   | Kazuki Watanabe (Kawasaki) | Katsuyuki Nakasuga (Yamaha) |                              | Decha Kraisart (Yamaha)       |
| 2013 | Sena Yamada (Honda)       | Kohta Nozane (Honda)       | Katsuyuki Nakasuga (Yamaha) |                              | Kazuma Watanabe (Honda)       |
| 2014 | Sena Yamada (Honda)       | Yuki Takahashi (Moriwaki)  | Katsuyuki Nakasuga (Yamaha) |                              | Ryuta Kobayashi (Honda)       |
| 2015 | Ryo Mizuno (Honda)        | Yuki Takahashi (Moriwaki)  | Katsuyuki Nakasuga (Yamaha) |                              | Ryuji Yokoe (Yamaha)          |
| 2016 | Masaki Tokudome (Honda)   | Naomichi Uramoto (Suzuki)  | Katsuyuki Nakasuga (Yamaha) |                              | Ikuhiro Enokido (Honda)       |
| 2017 | Yuta Date (Honda)         | Ryo Mizuno (HARC-PRO)      | Takumi Takahashi (Honda)    |                              | Keisuke Maeda (Yamaha)        |
| 2018 | Genki Nakajima (Honda)    | Ryosuke Iwato (Moriwaki)   | Katsuyuki Nakasuga (Yamaha) |                              | Yuki Okamoto (Yamaha)         |
| 2019 | Sho Hasegawa (Honda)      | Teppei Nagoe (HARC-PRO)    | Katsuyuki Nakasuga (Yamaha) |                              | Tomoyoshi Koyama (Honda)      |
| Año  | J-GP3                     | Superstock 1000            | JSB1000                     | JP Mono                      | Superstock 600                |
| 2020 | Takeru Murase (Honda)     | Yuki Takahashi (Honda)     | Kohta Nozane (Yamaha)       |                              | Yuki Okamoto (Yamaha)         |
| 2021 | Hiroki Ono (Honda)        | Kazuma Watanabe (Honda)    | Katsuyuki Nakasuga (Yamaha) |                              | Haruki Noguchi (Honda)        |